# Kondratyuk (cráter)

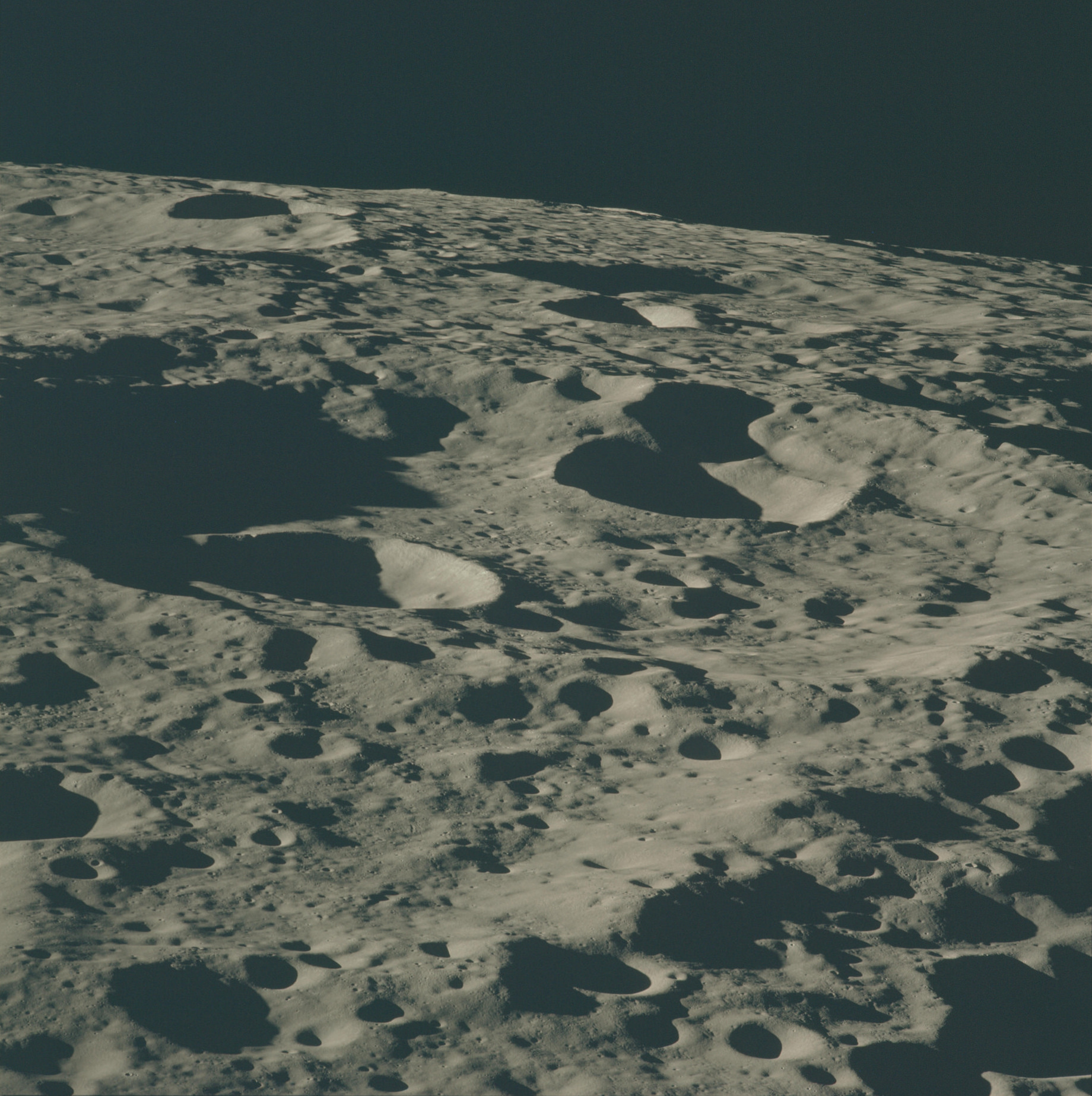
Fotografía de la misión Apolo 15

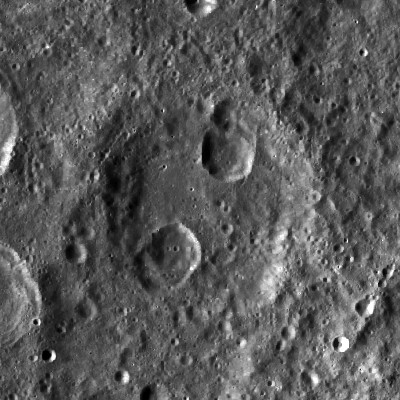
Fotografía de la misión Lunar Reconnaissance Orbiter

Kondratyuk es un cráter muy desgastado, perteneciente a la cara oculta de la Luna. Se encuentra al oeste-noroeste de la gran planicie amurallada del cráter Fermi, y al noreste del cráter Hilbert. Al norte-noroeste se halla Meitner, y al noreste aparece Langemak.
|  |

Se trata de un cráter erosionado, con un borde que ha sido parcialmente dañado por impactos posteriores. El pequeño y afilado cráter satélite Kondratyuk A se sitúa en el suelo interior del cráter principal, junto a la pared interior noreste. En la parte suroeste del suelo interior aparece Kondratyuk Q.
El nombre del cráter fue aprobado por la UAI en 1970.

## Cráteres satélite
Por convención estos elementos son identificados en los mapas lunares poniendo la letra en el lado del punto medio del cráter que está más cercano a Kondratyuk.
|            | \| Kondratyuk \| Coordenadas \| Diámetro \| \| ---------- \| --------------------------------- \| -------- \| \| A \| 14°32′S 115°59′E / -14.54, 115.99 \| 25 km \| \| Q \| 15°59′S 115°09′E / -15.99, 115.15 \| 28 km \| |          |
| Kondratyuk | Coordenadas | Diámetro |
| A          | 14°32′S 115°59′E / -14.54, 115.99 | 25 km    |
| Q          | 15°59′S 115°09′E / -15.99, 115.15 | 28 km    |